# Ivan Knez
Ivan Knez, slovenski trgovec, podjetnik,  gospodarstvenik in politik, * 9. avgust 1853, Podgora nad Šentvidom pri Ljubljani, † 2. januar 1926, Dunaj.

## Življenjepis
Knez je leta 1867 končal dva razreda ljubljanske realke, nato Mahrovo trgovsko šolo in se zaposlil v očetovi trgovini. Skupaj z bratom Antonom je trgovino razširil v največjo trgovino s kmetijskimi pridelki na Kranjskem. Zgradil je skledasti mlin (valjčni mlin) na Beričevem, opekarno in druga industrijska podjetja ter sodeloval pri ljubljanskih denarnih zavodih, trovskih in industrijskih društvih, korporacijah in podjetjih. Bil je soustanovitelj in predsednik (1893 do smrti) Kmetske posojilnice za ljubljansko okolico, cenzor Avstro-ogrske (1896) in njene naslednice Narodne banke, član upravnega sveta Ljubljanske kreditne banke (od 1903) in drugi podpredsednik (1909–1915), član uprave Jadranske, odnosno Jadransko-podunavske banke, njen podpredsednik (1921) in cenzor ljubljanske filijalke, predsednik Kreditnega zavoda za trgovino in industrijo (1920 do smrti), podpredsednik delniške zavarovalne družbe Vardar (do smrti). Od leta 1884 do 1909 je bil izvoljen v Trgovsko in obrtniško zbornico, njen predsednik (1911 do smrti) in jo preuredil za celo Slovenijo, predsednik Gremija ljubljanskih trgovcev (1905–1910), predsednik Trgovskega podpornega in bolniškega društva (1903–1911), soustanovitelj, član uprave (od 1907) in predsednik (1911–1920) Zveze slovenskih zadrug, predsednik Zveze mlinarjev za Slovenijo (do smrti), podpredsednik Zveze industrijcev (1919 do smrti), soustanovitelj in predsednik upravnega odbora ljubljanskega Vzorčnega velesejma (do smrti), soustanovitelj in podpredsednik Ljubljanske borze, član uprave Združenih papirnic Vevče-Goričane-Medvode, ustanovitelj in predsednik Združenih opekaren d. d. (do smrti), član uprave Strojnih tovarn in livaren d. d. (do smrti), predsednik Delniške pivovarne Union Ljubljana in Laško (do smrti) in podpredsednik Kmetijske družbe (1908–1912). Kot predsednik Trgovske in obrtniške zbornice je bil izvoljen v železniški svet na Dunaju, bil član uprave dolenjskih železnic in osnoval 1908 gremijalno nadaljevalno trgovsko šolo. Bil je pristaš narodno-napredne stranke, več let njen blagajnik, upravni odbornik Narodne tiskarne, izvoljen v ljubljanski občinski svet v več mandatih (1890–1904, 1906 do 1910, 1912–1921) in v deželni zbor, kjer je zastopal 1908–1910 mesto Ljubljana.